# Telespazio TV
Telespazio TV (già Telespazio Calabria) è un'emittente televisiva italiana regionale. In passato ha fatto parte dei circuiti televisivi nazionali Rete 4, Italia 7, Junior TV e Tivuitalia.

## Storia
Telespazio Calabria fu fondata nel 1976 dall'imprenditore Tony Boemi, proveniente da RTC Telecalabria. 
Fino al 1978 ripeteva i programmi di Telecapodistria.
Da quell'anno acquisì una programmazione propria proponendo Superclassifica Show di Maurizio Seymandi, un telegiornale, film, telefilm, cartoni animati, documentari e sport. Il canale stesso realizzò diversi film per il cinema e per la televisione. In quel periodo collaborò con Telespazio Emanuele Giacoia, già volto RAI per 90º minuto.
Nel 1982 fu avviato il programma Filo diretto, una diretta in collegamento con gli spettatori a casa su temi di ogni genere. Seguirono TV Giornale, L' osteria dello sport, condotto da Antonio Latella, la rubrica Le opinioni che contano e il gioco a premi fra studenti delle scuole Scopri il mondo, condotto da Già Già Rubino.
Nello stesso anno si affiliò all'appena nato circuito Rete 4, mantenendo parzialmente il palinsesto regionale. 
La prima metà degli anni Ottanta vide anche la nascita del secondo e del terzo canale del gruppo.
Nel giugno del 1987 il titolare della rete televisiva tenne una diretta di 48 ore in occasione delle elezioni politiche.
Nello stesso anno vennero inaugurati i nuovi studi di Telespazio Calabria, con la partecipazione di Adriano Galliani, a quel tempo amministratore delegato della Fininvest, ed entrò a far parte del network nazionale Italia 7. In seguitò aderì anche alle syndication nazionali Junior TV e Tivuitalia e a quella interregionale Amica 9.
L'emittente fu anche visitata da Pippo Baudo in considerazione della possibilità di realizzare una trasmissione settimanale dal sud Italia.
Nella stagione 1993/1994 mandò in onda il programma Zona franca, condotto da Gianfranco Funari, una riedizione di Aboccaperta ma esclusivamente su una rete di tv locali. Negli anni Novanta furono creati anche Tieni il tempo, Raggio di sole, Articolo 21, Liti di condominio, Monitor, La parola agli esperti, Parliamo di…, Su di giri, È sempre domenica e Candid Camera Show.
Negli anni Duemila Telespazio TV produce oltre 6 ore al giorno di diretta televisiva, trasmessa anche su Internet in streaming in alta definizione, che includono 3 edizioni del TG Spazio, i contenitori Block Notes e Filo diretto, la rubrica Lunedì sport e gli incontri regionali di calcio e pallavolo.

## Programmi
Alcuni trasmissioni andate in onda nel corso degli anni:
- Cosa dicono i giornali oggi? (dal 1978 al 1984 condotta da Tony Boemi)
- Filo diretto (dal 1982 al 1989 condotta da Tony Boemi)
- Scopri il mondo (dal 1980 al 1999 con Già Già Rubino, programma di giochi con le scuole calabresi)
- Liti di Condominio
- Candid Camera Show (con Lino Polimeni; nel 1997 è stata la trasmissione più seguita di quell'anno con oltre 500.000 contatti)
- TV Giornale (telegiornale fatto dai telespettatori)
- Perfidia (talk show politico condotto da Antonella Grippo; questa trasmissione è stata cancellata, senza alcun motivo ufficiale, subito dopo le elezioni regionali del 2010[3][4])
- Osteria dello Sport
- Articolo 21
- La Santa Messa
- Domenicasport (per undici anni, dal 1993 al 2004, ogni domenica tutto il calcio calabrese in diretta)
- Pushing
- La posta di Candy Candy
- Dance Live
- La parola agli esperti
- Parliamo di...
- Monitor
- Eccoci
- Insalata di riso (condotta da Anna Munafò e Marco Bellavia nella sede di Catanzaro)
- Voto di scambio
- Vino e politica
- Su di giri
- È sempre domenica
- Raggio di sole
- Tieni il tempo
- Umor candid camera
- Mappa dei piaceri
- Karaoke night
- Garage Band
- Inchiostro elettronico
- Non solo sport
- Masterchef
- Food King
- Dedicato a te
- Tavola Rotonda
- Denunce
- Mister Chef
- Media Smascherati
- Cuisine Art
- Teatro Live
- Lotta Continua
- Sapore d'Estate
- Mixer
- Live Music
- Barbecue
- Agriturismo Live
- Mamma è Domenica

## Ascolti
La rete copre circa il 95% del territorio calabrese e siciliano, e parte di quello di Campania e Basilicata.
È la seconda emittente in Calabria secondo i dati Auditel del 2018 con in media 80.000 contatti giornalieri.

## Canali televisivi

### Mux Telespazio Tv
| LCN | Canale                | Note       |
| --- | --------------------- | ---------- |
| 83  | GS CHANNEL            | FTA (HDTV) |
| 88  | RTC CATANZARO         | FTA        |
| 90  | TURISMO TV            | FTA        |
| 91  | RICORDI TV            | FTA        |
| 96  | SOVERATO UNO S1       | FTA        |
| 97  | TELE MAGNA GRAECIA    | FTA        |
| 99  | TV99                  | FTA        |
| 111 | LaC News 24           | FTA (HDTV) |
| 112 | ESSE TV NEWS          | FTA        |
| 113 | ADN 24 ITALIA         | FTA (HDTV) |
| 114 | GUSTO TV ITALIA       | FTA        |
| 116 | MEDIA SUD             | FTA        |
| 117 | TRADIZIONI TV ITALIA  | FTA        |
| 118 | EVENTI TV             | FTA        |
| 119 | TELE CATANZARO        | FTA        |
| 175 | TV MOTORI             | FTA        |
| 179 | RETE REGIONE RR       | FTA        |
| 180 | ANY FASHION TV        | FTA        |
| 182 | CASE IN TV            | FTA        |
| 184 | TELE MELITO           | FTA        |
| 186 | GRANDE ITALIA         | FTA        |
| 187 | RETE JONICA           | FTA        |
| 191 | PLAY TV               | FTA        |
| 280 | Tele Regione Calabria | FTA        |
| 290 | CANALE CALABRIA       | FTA        |
| 310 | Tele Bova Marina      | FTA        |
| 350 | TV SUD                | FTA        |
| 877 | RADIO JUKEBOX TV      | FTA (HDTV) |
| -   | BUSINESS CHANNEL      | FTA (HDTV) |

### Mux Studio 3
| LCN     | Canale                      | Note          |
| ------- | --------------------------- | ------------- |
| 79      | TELITALIA                   | FTA (HDTV)    |
| 83      | GS CHANNEL                  | FTA (HDTV)    |
| 89      | TELITALIA TV                | FTA (HDTV)    |
| 90      | TURISMO TV                  | FTA           |
| 91      | RICORDI TV                  | FTA           |
| 93 113  | ADN 24 ADN 24 ITALIA        | FTA (HDTV)    |
| 98      | ESSE TV                     | FTA (HDTV)    |
| 114     | GUSTO TV ITALIA             | FTA           |
| 116     | MEDIA SUD                   | FTA           |
| 117     | TRADIZIONI TV ITALIA        | FTA           |
| 118     | EVENTI TV                   | FTA (HEVC SD) |
| 175     | TV MOTORI                   | FTA (HEVC SD) |
| 177 877 | JUKEBOX TV RADIO JUKEBOX TV | FTA (HDTV)    |
| 178     | PLAY TV                     | FTA (HEVC SD) |
| 180     | ANY FASHION TV              | FTA (HEVC SD) |
| 181     | AMICA TV                    | FTA           |
| 186     | GRANDE ITALIA               | FTA (HEVC SD) |
| 187     | BUSINESS CHANNEL            | FTA (HDTV)    |
| 279     | VIDEO SPORT                 | FTA           |
| 299     | TELITALIA 2                 | FTA (HDTV)    |

### Mux Cominvest
| LCN | Canale                          | Note          |
| --- | ------------------------------- | ------------- |
| 80  | TURISMO                         | FTA           |
| 82  | ANTENNA DEL MEDITERRANEO        | FTA           |
| 83  | GS CHANNEL                      | FTA (HDTV)    |
| 86  | ADN 24                          | FTA (HDTV)    |
| 88  | PRIMA TV                        | FTA (HDTV)    |
| 89  | TELESPAZIO MESSINA              | FTA (HDTV)    |
| 91  | EVENTI TV SICILIA               | FTA (HEVC SD) |
| 92  | TRADIZIONE TV ITALIA            | FTA           |
| 93  | PLAY TV                         | FTA (HEVC SD) |
| 94  | RADIO JUKEBOX TV                | FTA (HDTV)    |
| 95  | TV NEWS                         | FTA           |
| 98  | TELE 90                         | FTA           |
| 99  | BUSINESS CHANNEL                | FTA           |
| 114 | GUSTO TV ITALIA                 | FTA           |
| 117 | GRANDE ITALIA                   | FTA (HEVC SD) |
| 118 | PALERMO NEWS                    | FTA           |
| 175 | TV MOTORI                       | FTA           |
| 176 | VIDEO PALERMO                   | FTA           |
| 186 | CANALE 8 SOCIALE                | FTA (HDTV)    |
| 187 | CIURI CIURI TV                  | FTA           |
| 189 | CINQUESTELLE                    | FTA           |
| 191 | EURO TV                         | FTA           |
| 192 | TRINACRIA TV                    | FTA           |
| 193 | TELE VAL DI NOTO                | FTA           |
| 196 | TV AMICA                        | FTA           |
| 197 | TV ALFA                         | FTA           |
| 198 | TV ALFA COMUNITA'               | FTA           |
| 210 | TMC TELEMONDO CENTRALE FAMIGLIA | FTA           |
| 211 | MEDIA SUD                       | FTA           |
| 212 | SOLE SICILIA TV                 | FTA           |